# Герман Тіттель
Герман Карл Ріхард Ойґен Тіттель (нім. Hermann Karl Richard Eugen Tittel; 12 листопада 1888 — 22 серпня 1959, Мюнстер) — німецький воєначальник, генерал артилерії. Кавалер Німецького хреста в золоті.

## Біографія
В 1908 році вступив на службу в Імперську армію. Учасник Першої світової війни, за бойові заслуги відзначений численними нагородами. Після війни продовжив службу в рейхсвері.
З 26 серпня 1939 по 28 вересня 1941 року — командир 69-ї піхотної дивізії. З 29 вересня 1941 по 22 червня 1943 року — командир 169-ї піхотної дивізії. З 22 червня 1943 по 9 травня 1945 року — командир 70-го армійського корпусу. 29 липня 1946 року взятий у британський полон, звільнений 17 травня 1948 року.

## Сім'я
11 березня 1911 року одружився з Луїзою Краузер, в шлюбі народились син і 2 дочки. Незабаром після смерті дружини одружився 18 грудня 1944 року з Аннелізою Кордес.

## Звання
- Фанен-юнкер (27 лютого 1908)
- Фанен-юнкер-єфрейтор (13 червня 1908)
- Фанен-юнкер-унтер-офіцер (20 серпня 1908)
- Фенрих (18 жовтня 1908)
- Лейтенант (19 серпня 1909)
- Обер-лейтенант (27 січня 1915)
- Гауптман (25 листопада 1916)
- Майор (1 лютого 1930)
- Оберст-лейтенант (1 лютого 1934)
- Оберст (1 грудня 1935)
- Генерал-майор (1 жовтня 1939)
- Генерал-лейтенант (1 вересня 1941)
- Генерал артилерії (1 вересня 1943)

## Нагороди

### Перша світова війна
- Залізний хрест 2-го класу (27 жовтня 1914) (Королівство Пруссія)
- Лицарський хрест 2-го класу ордена Фрідріха (Вюртемберг) з мечами (25 лютого 1915)
- Почесний хрест (Шварцбург) 3-го класу з мечами (7 квітня 1915)
- Залізний хрест 1-го класу (26 квітня 1916) (Королівство Пруссія)
- Хрест «За військові заслуги» (Австро-Угорщина) 3-го класу з військовою відзнакою (22 вересня 1917)
- Військова медаль (Османська імперія) (18 листопада 1917)
- Орден «За хоробрість» 4-го ступеня, 1-й клас (Болгарія) (лютий 1918)

### Міжвоєнний період
- Пам'ятна військова медаль (Австрія)
- Почесний хрест ветерана війни з мечами (20 січня 1935)
- Медаль «За вислугу років у Вермахті» 4-го, 3-го, 2-го і 1-го класу (25 років)
- Командор ордена Корони (Югославія) (1 грудня 1938)

### Друга світова війна
- Медаль «За будівництво оборонних укріплень»
- Застібка до Залізного хреста 2-го і 1-го класу
- Орден Хреста Свободи 1-го класу з мечами (Фінляндія) (7 травня 1942)
- Німецький хрест в золоті (9 березня 1945)